# Tall Aswad
Tall Aswad (arab. تل أسود) – miejscowość w Syrii, w muhafazie Aleppo. W 2004 roku liczyła 2249 mieszkańców.